# Mars One

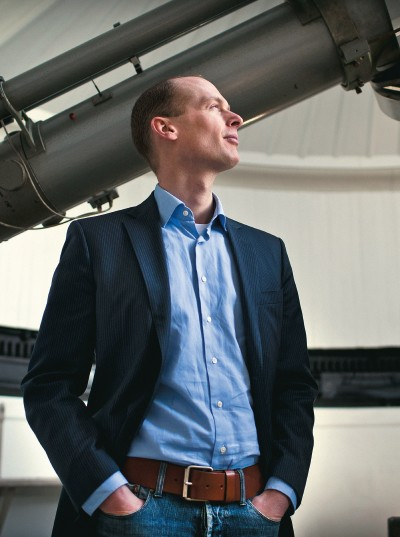
Bas Lansdorp, fundador da Mars One

Mars One foi um projeto criado em 2011 pelo engenheiro holandês, Bas Lansdorp, para instalar uma colônia humana permanente no planeta Marte  e ocupá-la a partir de 2025. A ideia-base do projeto era que uma missão tripulada a Marte, projeto constantemente adiado pelas agências espaciais, é viável hoje com custos moderados (6 bilhões de dólares para a primeira fase) usando tecnologias existentes, desde que se elimine a etapa de retorno, isto é, que as viagens sejam só de ida.
O projeto seria financiado através da exploração da expedição pela mídia, sob o modelo de reality show; Bas Lansdorp afirma, em fevereiro de 2014: "As pessoas não entendem que Mars One não é um Big Brother, e é lamentável ... Pretendo, na verdade, transmitir esse evento à maneira dos jogos olímpicos: serão jogos de exploração." Mars One recusava-se a aceitar verba governamental, para não perder sua independência e evitar burocracia.
Críticos  não imaginam como uma missão de colonização a Marte de 6 bilhões de dólares pode ser capitalizada apenas com patrocínios. Para se ter uma ideia, apenas a sonda Curiosity custou sozinha 2,5 bilhões de dólares. Não obstante, Mars One conta com "embaixadores"  de peso, como Gerardus 't Hooft, Prêmio Nobel de física de 1999, e a simpática mascote Alyssa Carson, . Contava também com um leque respeitável de conselheiros, dentre os quais o Dr. Robert Zubrin, presidente da Mars Society e autor de The Case for Mars. Nas palavras de 't Hooft:"Este projeto me parece ser a única maneira de realizar os sonhos de expansão da humanidade no espaço. Soa como uma experiência incrivelmente fascinante."

## Financiamento
O projeto tinha, progressivamente, angariado patrocinadores (9 empresas até janeiro de 2014) e investidores.  Doações de pessoas físicas também são aceitas, uma vez que a empresa controladora era uma fundação sem fins lucrativos. Os organizadores recusam-se a divulgar o total de recursos conseguido até o momento; sabe-se apenas que aproximadamente meio milhão de dólares foram obtidos de doações, "crowdfunding", taxas de inscrição e venda de lembranças.
O modelo de negócio baseava-se no interesse do público. Se fosse grande, empresas se animariam a associar seus nomes ao projeto e entrar com recursos.
Decretou falência em fevereiro de 2019.

## Tecnologias

### Módulos
Cada módulo de base deve ser construído pela Lockheed Martin ou adaptado da cápsula Dragon desenvolvida por Space X. O lançador previsto para enviar esses módulos para Marte deve ser o Falcon Heavy, também desenvolvido pela Space X, capaz de enviar 13 toneladas para Marte, que deve entrar em operação em 2015; seu fabricante tem o objetivo declarado de estabelecer colônias no planeta vermelho.
Cinco variantes do módulo estão previstas:
Módulos de armazenamento
Estes módulos são utilizados para enviar e armazenar o suprimento inicial da base. O primeiro deles contêm 2.500 kg de alimentos e equipamentos.
Módulos de sistema de suporte de vida
Estes módulos são responsáveis pela produção e manutenção da atmosfera da base, a produção de eletricidade e a reciclagem de água.
- A eletricidade deverá ser gerada a partir de painéis solares.
- A água será recuperada usando-se um extrator que aquece o solo marciano para evaporar os cristais de gelo.
- O oxigênio da base é gerado a partir de água coletada. Argônio e nitrogênio deverão ser filtrados diretamente da atmosfera marciana.

Módulos de habitação
Estes módulos servem de moradia para a tripulação de base. Incluem serviços básicos (cozinha, chuveiro, banheiro, etc.) e uma seção inflável, para aumentar o espaço útil.
A seção inflável será coberta de solo marciano, para proteger seus ocupantes da radiação.
Os módulos serão dotados de equipamentos, para permitir a manutenção e ampliação da base, e de um sistema de estufas ("Plant Production Units") para garantir o alimentação dos colonos.
O estudo conceitual desse sistema foi contratado à Paragon Space Development.
Módulos de aterrissagem
Estes módulos correspondem às cápsulas anexas ao Mars Transit  Vehicle, que serão usadas pelos astronautas para pousar em Marte. Elas podem ser interligadas com outros módulos de base, a fim de alargar o espaço vital.
Módulos de rovers
Estes módulos correspondem às cápsulas usadas para transportar os rovers para Marte. Não são projetados para serem conectados à base em Marte.

## Datas
As datas de lançamento são determinados pela órbita de transferência de Hohmann entre a Terra e Marte.
O programa inicial vem sofrendo sucessivos adiamentos. Em fevereiro de 2018, o plano é o seguinte:
2022
- Missão de demonstração semelhante ao Phoenix da NASA, para testes de painéis solares, obtenção de oxigênio e outros experimentos; o estudo conceitual está a cargo da Martin Lockheed.[18] Também entrada em órbita estacionária de Marte de satélite de comunicações; estudo conceitual a cargo da Surrey Satellite Technology Ltd.[19]

2024
- Satélite de comunicações (a ser estacionado em Lagrange 4 ou 5 da órbita terrestre) deverá ser lançado.

2026
- "Rover" enviado para Marte, para selecionar local da colônia.

2029
- Seis módulos (2 para habitação, 2 de suporte de vida, 2 de armazenamento) e um segundo rover chegam em Marte. Veículos levam os módulos ao terreno escolhido para a base e começam a leva-los e montá-los; em seguida, colocam os painéis solares. Os módulos de suporte de vida são então ativados e armazenam água e oxigênio para a chegada da primeira tripulação.

2031
- Os módulos da nave espacial que levará astronautas a Marte são lançados a órbita e montados. Partida da nave espacial para Marte, com quatro pessoas a bordo.

2032
- Aterrissagem da nave espacial. Os veículos levam os recém-chegados (dois homens e duas mulheres, cada um de um continente diferente) à base.

2034
- Uma cápsula com um segundo grupo de quatro pessoas desembarca em Marte.

## Candidatos a marcianos
- Na etapa de candidaturas (abril a agosto de 2013) aproximadamente 200.000 pessoas iniciaram o processo de inscrição (sabe-se com certeza apenas que 2700 terminaram). Em 30 de dezembro de 2013, Mars One anunciou que selecionara 1058 para irem em frente no processo (etapa 2), dos quais 55% homens e 45% mulheres. Desses, 23 são do Brasil, 3 de Portugal, 1 de Angola e 1 de Moçambique. Nota-se uma forte tendenciosidade em prol de países de língua inglesa, devida provavelmente ao caráter internacional do projeto, que é divulgado principalmente nessa língua. Por exemplo, a África do Sul, uma vez que o inglês é uma das suas línguas oficiais, tem mais candidatos (25) na segunda etapa do que o Brasil, com apenas um quarto da população deste e o mesmo PIB per capita.

| Continente         | Número de candidatos selecionados para a etapa 2 | Outros detalhes |
| ------------------ | ------------------------------------------------ | --- |
| Américas           | 458 (43,3%)                                      | Estados Unidos - 301 (28,4%) Canadá - 75 (7,1%) Brasil - 23 (2,2%) México - 20 (1,9%) Argentina - 9 Colômbia - 8 Chile - 4 Peru - 4 Bolívia - 3 Costa Rica - 2 Guatemala - 2 Equador - 1 Venezuela - 1 El Salvador - 1 República Dominicana - 1 Trinidad e Tobago - 1 Jamaica - 1 Honduras - 1 |
| Europa             | 287 (27,1%)                                      | Rússia - 52 (4,9%) Reino Unido - 36 (3,4%) Espanha - 27 França - 22 (2,1%) Alemanha - 21 (2,0%) Polônia - 13 Ucrânia - 10 Suécia - 10 Romênia - 8 Bélgica - 6 Suiça - 6 Bielorrússia - 5 Bulgária - 5 Finlândia - 5 Dinamarca - 4 Sérvia - 4 Áustria - 4 Croácia - 4 Portugal - 3 Irlanda - 3 Bósnia e Herzegovina - 3 República Tcheca - 2 Eslováquia - 2 Lituânia - 2 Estônia - 2 Holanda - 2 Noruega - 2 Geórgia - 2 Holanda - 2 Hungria - 2 Chipre - 2 Moldávia - 2 Letônia - 1 Grécia - 1 Eslovênia - 1 Montenegro - 1 |
| Oriente Médio      | 65 (6,1%)                                        | Israel - 10 Egito - 10 Irã - 9 Turquia - 6 Arábia Saudita - 5 Iraque - 3 Emirados Árabes Unidos - 3 Paquistão - 2 Azerbaijão - 2 Argélia - 2 Afeganistão - 2 Marrocos - 2 Jordânia - 2 Líbano - 2 Catar - 1 Palestina - 1 Iêmen - 1 Síria - 1 Líbano - 1 |
| Ásia               | 164 (15,5%)                                      | Índia - 62 (5,9%) China - 40 (3,8%) Filipinas - 13 Japão - 10 Vietnã - 5 Bangladesh - 5 Indonésia - 5 Formosa - 5 Coreia do Sul - 4 Tailândia - 2 Nepal - 2 Miamar - 2 Cazaquistão - 2 Malásia - 1 Singapura - 1 Tadjiquistão -1 Uzbequistão - 1 Hong Kong - 1 Quirguistão - 1 Maldivas - 1 |
| África Subsaariana | 38 (3,6%)                                        | África do Sul - 25 (2,4%) Zimbabwe - 3 Nigéria - 2 Camarões - 2 Ruanda - 1 Etiópia - 1 Uganda - 1 Quênia - 1 Angola - 1 Moçambique - 1 |
| Oceania            | 46 (4,3%)                                        | Austrália - 43 (4,1%) Nova Zelândia - 3 |
| Total              | 1058                                             | 107 países ao todo. |

Os 10 países com mais candidatos na etapa 2, bem como a repartição por gênero para cada um, são mostrados na seguinte tabela:
| Candidatos por nacionalidade | Total | Homens | Mulheres |
| ---------------------------- | ----- | ------ | -------- |
| Estados Unidos               | 297   | 149    | 148      |
| Canadá                       | 75    | 32     | 43       |
| Índia                        | 62    | 40     | 22       |
| Rússia                       | 52    | 22     | 30       |
| Austrália                    | 43    | 23     | 17       |
| China                        | 40    | 21     | 19       |
| Reino Unido                  | 36    | 17     | 19       |
| Espanha                      | 27    | 18     | 9        |
| África do Sul                | 25    | 20     | 5        |
| Brasil                       | 23    | 11     | 12       |

Dos selecionados para a segunda etapa, 36% têm graduação universitária, 15% mestrado, 8% doutorado, 3% são médicos, 1% advogados. 
- Em dezembro de 2014, 663 candidatos permanecem na disputa[22]. Os países com mais de 10 candidatos ainda na competição são listados na tabela:

| Candidatos por nacionalidade | Total |  |
| ---------------------------- | ----- |  |
| Estados Unidos               | 191   |  |
| Canadá                       | 53    |  |
| Índia                        | 40    |  |
| Rússia                       | 30    |  |
| Austrália                    | 26    |  |
| Reino Unido                  | 22    |  |
| África do Sul                | 19    |  |
| Espanha                      | 18    |  |
| França                       | 16    |  |
| Alemanha                     | 15    |  |
| Brasil                       | 13    |  |
| China                        | 12    |  |

Além dos vídeos de candidatura, alguns deram entrevistas para a televisão e internet e outros explicam suas motivações em documentários.
Em 16 de fevereiro de 2015, após entrevistas, a etapa 2 foi encerrada. Passaram 100 candidatos para a etapa 3, dos quais 50 homens e 50 mulheres. Dos 100, 33 são dos EUA, 3 da América Latina (Brasil, representado pela candidata Sandra, Bolívia, pela Záskia e Uruguai pelo Yuri Lopez). A metade dos candidatos aprovados tem mais de 31 anos, o mais velho com 61. Doze têm doutorado.

## Críticas
Joseph Roche, um dos finalistas descreveu em março de 2015, tudo como uma "autêntica farsa". Roche disse que os selecionados ganham pontos para passar nas fases seguintes de forma aleatória e sem um qualquer sistema de ranking. A única maneira de conseguir ganhar pontos é comprando mercadorias necessárias para levar na viagem até Marte ou doando dinheiro.
Os candidatos receberam uma lista de dicas e truques para lidar com as solicitações dos órgãos de comunicação social. Se os candidatos fossem pagos para dar entrevistas, a Mars One solicitava que eles doassem 75% do lucro arrecadado para o projeto.
O processo de seleção foi resultado de apenas uma única chamada de 10 minutos pelo Skype (fora a bateria de exames médicos físicos e mentais, que os candidatos tiveram que fazer em particular, enviando os resultados para os organizadores).
Com dois adiamentos de 2 anos em curto intervalo de tempo, o projeto demonstra estar encontrando dificuldades de obter o aporte financeiro necessário para sua consecução.